# Futbol'ny Klub Belšyna Babrujsk
Il Futbol'ny Klub Belšyna Babrujsk (in lingua bielorussa Футбольны Клуб Белшына Бабруйск) è una società calcistica bielorussa con sede nella città di Babrujsk. Fondata nel 1977 con il nome Šinnik, dal 1995, dopo lo scioglimento dei rivali cittadini del FC Babrujsk (Fandok Babruisk), cambia nome in Belšyna Babrujsk. Milita nella Peršaja Liha, la seconda serie del campionato bielorusso di calcio, e gioca le partite interne nello Spartak Stadium.

## Palmarès

### Competizioni nazionali
- Vyšėjšaja Liha: 1

2001
- Coppa di Bielorussia: 3

1997, 1999, 2001
- Peršaja Liha: 4

1992-1993, 2005, 2009, 2019

### Altri piazzamenti
- Campionato bielorusso:

Secondo posto: 1997
Terzo posto: 1996, 1998
- Coppa di Bielorussia:

Semifinalista: 1994-1995, 1999-2000, 2002-2003, 2010-2011
- Peršaja Liha:

Secondo posto: 1992, 2021
Terzo posto: 2008, 2018

## Statistiche

### Partecipazione alle competizioni UEFA
| Stagione  | Torneo                | Turno                   | Nazione                     | Club            | Andata | Ritorno | Totale |
| --------- | --------------------- | ----------------------- | --------------------------- | --------------- | ------ | ------- | ------ |
| 1997-98   | Coppa delle Coppe     | Preliminare             | Estonia (bandiera)          | Tallinna Sadam  | 1-1    | 4-1     | 5-2    |
| 1997-98   | Coppa delle Coppe     | Sedicesimi di Finale    | Russia (bandiera)           | Lokomotiv Mosca | 1-2    | 0-3     | 1-5    |
| 1998-99   | Coppa UEFA            | Preliminare             | Bulgaria (bandiera)         | CSKA Sofia      | 0-0    | 1-3     | 1-3    |
| 1999-2000 | Coppa UEFA            | Turno di qualificazione | Cipro (bandiera)            | Omonia Nicosia  | 1-5    | 0-3     | 1-8    |
| 2001-02   | Coppa UEFA            | Preliminare             | Slovacchia (bandiera)       | MFK Ružomberok  | 1-3    | 0-0     | 1-3    |
| 2002-03   | UEFA Champions League | 1º Turno preliminare    | Irlanda del Nord (bandiera) | Portadown FC    | 0-0    | 3-2     | 3-2    |
| 2002-03   | UEFA Champions League | 2º Turno preliminare    | Israele (bandiera)          | Maccabi Haifa   | 0-4    | 0-1     | 0-5    |

## Organico

### Rosa 2020
Aggiornata all'aprile 2020.
| N. |                        | Ruolo | Calciatore            |
| -- | ---------------------- | ----- | --------------------- |
| 1  | Bielorussia (bandiera) | P     | Aleksandr Svirskiy    |
| 4  | Bielorussia (bandiera) | C     | Vladislav Solanovich  |
| 5  | Bielorussia (bandiera) | D     | Konstantin Kuchinskiy |
| 6  | Bielorussia (bandiera) | A     | German Barkovskiy     |
| 7  | Russia (bandiera)      | C     | Andrei Bezhonov       |
| 8  | Bielorussia (bandiera) | C     | Sjarhej Hljabko       |
| 9  | Bielorussia (bandiera) | A     | Leanid Kovel'         |
| 10 | Bielorussia (bandiera) | C     | Pavel Bordukov        |
| 11 | Russia (bandiera)      | D     | Yevgeni Kirisov       |
| 13 | Bielorussia (bandiera) | P     | Aleksey Kharitonovich |
| 15 | Bielorussia (bandiera) | C     | Danila Nechayev       |
| 17 | Russia (bandiera)      | A     | Yevgeni Skoblikov     |
| 18 | Russia (bandiera)      | C     | Roman Salimov         |

| N. |                        | Ruolo | Calciatore            |
| -- | ---------------------- | ----- | --------------------- |
| 19 | Ucraina (bandiera)     | D     | Mykhaylo Pysko        |
| 21 | Bielorussia (bandiera) | C     | Anton Novik           |
| 22 | Bielorussia (bandiera) | D     | Ilya Boltrushevich    |
| 23 | Nigeria (bandiera)     | C     | Samuel Odeyobo        |
| 24 | Bielorussia (bandiera) | P     | Sergey Turanok        |
| 25 | Russia (bandiera)      | D     | Mikhail Bashilov      |
| 28 | Brasile (bandiera)     | A     | Nivaldo               |
| 29 | Bielorussia (bandiera) | C     | Dzmitryj Rėkiš        |
| 32 | Bielorussia (bandiera) | D     | Vladislav Yasyukevich |
| 69 | Bielorussia (bandiera) | D     | Nikita Rochev         |
| 97 | Russia (bandiera)      | D     | Kirill Malyarov       |
| 99 | Kazakistan (bandiera)  | D     | Maksim Grek           |
|    | Guinea (bandiera)      | C     | Ibrahima Fofana       |

### Rose delle stagioni precedenti
- 2011